# AEON (會話教室)
AEON控股株式会社（日語：株式会社イーオンホールディングス），是一家以英語會話教室起家的企業，於2018年經KDDI收購。創立於1973年，自2004年起擴大業務範圍開設中文教室，在日本約有349間會話教室，其中「AEON」與「AEON Kids」英語會話教室有251間，孩童向的「Amity」英語會話教室有85間，及5間留學相關業務的「留學Journal」。

## 沿革

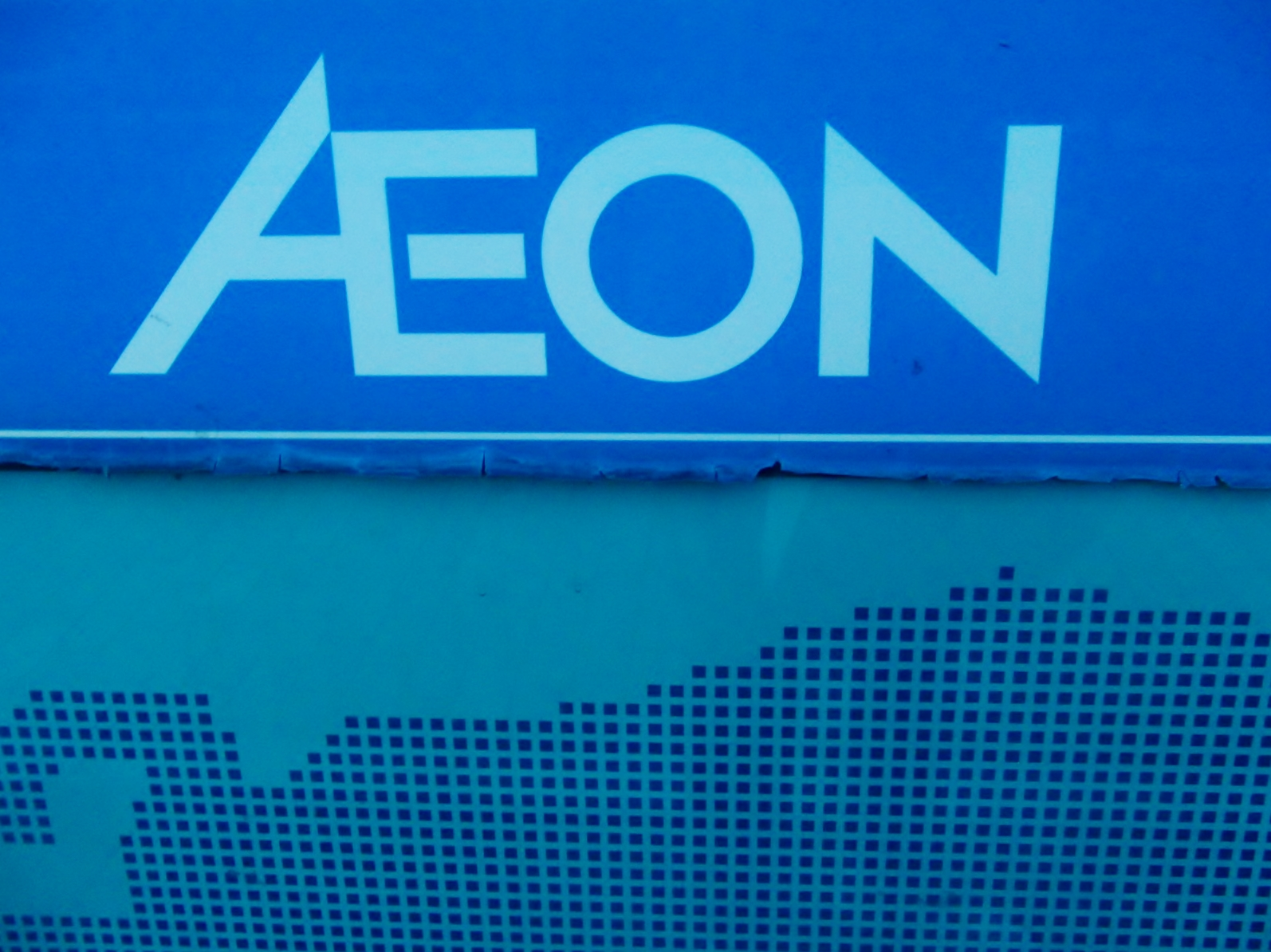
原以合字的「ÆON」作為企業標誌，後改為「AEON」，現於總部的標示與看板等仍然沿用舊的標誌。

- 1973年：安藝清在德島市西新町創立AmVic英語教室
- 1976年：開發原創教材
- 1983年：開設西日本研修中心
- 1986年：開設Home Stay及語言留學部門
- 1987年：開設西日本研修中心
- 1989年：公司改名為AEON
- 1993年：加入全國外國語教育振興協會
- 1999年：與NTT SOFT合資成立「AEON Net Communication」，進行電話教學
- 2001年：開始法文、西班牙文、義大利文、韓文及中文的電話授業
- 2002年：開始「AEON Net Campus」英語線上學習服務
- 2003年：原「ICS國際文化教育中心株式会社」子公司化並改名為「留學ジャーナル」
- 2004年：開設「HAO Chinese Academy」中文教室
- 2017年11月22日：KDDI宣佈將收購AEON控股企業的所有股份[1]
- 2018年1月22日：KDDI完成收購並發布人事異動[2]

## 子公司
- 株式会社イーオン（AEON Co., Ltd.）：經營「AEON」與「AEON Kids」英語會話教室
- 株式会社アミティー（日语：アミティー）（Amity Corporation）：經營孩童向的「Amity」英語會話教室
- 株式会社留学ジャーナル（日语：留学ジャーナル）（Ryugaku Journal Inc.）：留學相關業務
- 株式会社mpi松香フォニックス（MPI Matsuka Phonics Institute）：孩童向的英語會話教材開發及出版
- 株式会社ハオ中国語アカデミー（HAO Chinese Academy）：經營中文教室，代辦中文檢定，中文教材的企劃、開發及販售
- 株式会社インターカルト日本語学校（Intercultural Institute of Japan）：經營日語學校，培養日文老師
- AEON Intercultural USA Corporation：於美國負責招募講師業務

## 負面新聞
2011年6月，同年3月起在AEON旗下「Amity」金澤校擔任講師的22歲女性，除了被上司斥責還因大量工作每天大概只能睡3小時，長時間工作導致憂鬱症發作而跳樓自殺。根據金澤勞働基準監督署的調查，死者在下班回家後還要製作大量教材卡，房間內有多達兩千多枚，估計在家加班時間為82小時，加上在學校的加班時數共計約111小時，其一個月加班時數已超過過勞死的認定基準，2014年5月認定死者的憂鬱症乃因過勞而發作。「Amity」回應『對過世的社員感到抱歉，會努力減輕社員的業務負擔』，同時也表示製作教材卡有可能是上司建議的，無法確認是強制加班。2015年9月，死者的雙親至大阪地方法院進行提告，要求「Amity」賠償約9100萬日圓的撫恤金。2016年12月，大阪地方法院裁定「Amity」需支付4300萬日圓給死者的雙親。

## 廣告代言人
現在
- 石原聰美（2014年 - ）

過去
- 喜多嶋舞（日语：喜多嶋舞）（1992年）
- 高橋由美子（1994年 - 1995年）

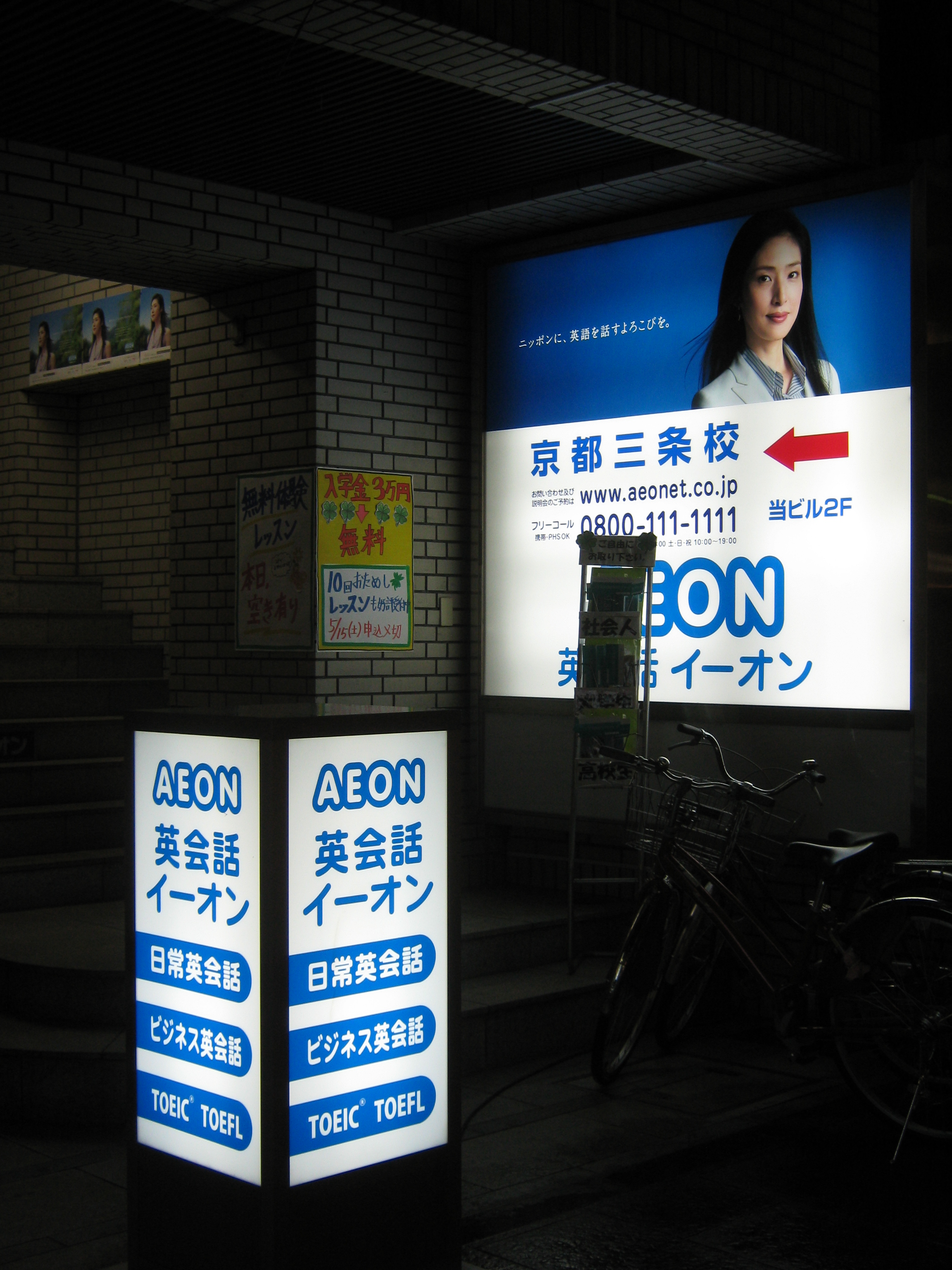
AEON京都三條校（京都市中京區）
看板上為當時的代言人，天海祐希。

- Risa Stegmayer（日语：リサ・ステッグマイヤー）（1995年 - 1996年）
- 瑪麗亞·凱莉（1998年）
- 席琳·狄翁（1999年）
- 卡麥蓉·狄亞茲（2000年）
- 伊万·迈克格雷戈（2001年）
- 坂口憲二（2003年 - 2005年）
- 水野美紀（2003年 - 2004年）
- 加藤愛（2005年 - 2009年）
- 平岡祐太（2006年 - 2009年）
- 中村勘三郎 (十八代目)（2007年 - 2008年）
- 天海祐希（2009年 - 2013年）

## 註腳
1. 1 2 3 4 5 6 7 8   (新闻稿). KDDI. 2017-11-22  [2017-11-23]. （原始内容存档于2017-11-25）.
2. 1 2   (新闻稿). KDDI. 2018-01-22  [2018-04-03]. （原始内容存档于2018-04-03）.
3. ↑  . リセマム. 2018-01-05  [2018-04-03]. （原始内容存档于2018-04-03）.
4. ↑  . 東洋経済オンライン. 2017-11-25  [2018-04-03]. （原始内容存档于2018-04-03）.
5. ↑  【衝撃事件の核心】「火曜日に自殺願望ピーク迎えました」過労で命絶った女性講師　〝持ち帰り残業〟の地獄（1/4ページ） （页面存档备份，存于） - 産経WEST（2015.9.17 11:00）
6. ↑  「持ち帰り残業で過労自殺」　22歳女性の遺族が英会話大手を損賠提訴へ　自室に2385枚の教材カード （页面存档备份，存于） - 産経WEST（2015.9.8 05:00）
7. ↑  英会話学校の講師自殺、遺族に解決金4300万円 （页面存档备份，存于） - 日本經濟新聞（2016/12/20 21:21）

## 外部連結
- 官方网站（日語）
- Teach English in Japan｜AEON（页面存档备份，存于）（英文）